# Тішомінґо (округ, Міссісіпі)
Шаблон:StateAbbr_ 34°44′ пн. ш. 88°14′ зх. д. / 34.74° пн. ш. 88.24° зх. д.
Округ  Тішомінґо (англ. Tishomingo County) — округ (графство) у штаті Міссісіпі, США. Ідентифікатор округу 28141.

## Історія
Округ утворений 1836 року.

## Демографія
За даними перепису 
2000 року 
загальне населення округу становило 19163 осіб, усе сільське.
Серед мешканців округу чоловіків було 9221, а жінок — 9942. В окрузі було 7917 домогосподарств, 5575 родин, які мешкали в 9553 будинках.
Середній розмір родини становив 2,89.
Віковий розподіл населення поданий у таблиці:
| Стать    | До 15 років | 15-21 | 22-29 | 30-39 | 40-49 | 50-65 | 65-85 | Понад 85 |
| -------- | ----------- | ----- | ----- | ----- | ----- | ----- | ----- | -------- |
| Чоловіки | 1860        | 868   | 880   | 1345  | 1320  | 1680  | 1179  | 89       |
| Жінки    | 1820        | 778   | 906   | 1389  | 1319  | 1781  | 1664  | 285      |

## Суміжні округи
- Гардін, Теннессі — північ
- Лодердейл, Алабама — північний схід
- Колберт, Алабама — схід
- Франклін, Алабама — південний схід
- Ітавамба — південь
- Прентісс — південний захід
- Алкорн — північний захід

## Виноски
1. ↑  U.S. Decennial Census. United States Census Bureau. Процитовано 8 листопада 2014.
2. ↑  Historical Census Browser. University of Virginia Library. Архів оригіналу за 11 серпня 2012. Процитовано 8 листопада 2014.
3. ↑  Population of Counties by Decennial Census: 1900 to 1990. United States Census Bureau. Процитовано 8 листопада 2014.
4. ↑  Census 2000 PHC-T-4. Ranking Tables for Counties: 1990 and 2000 (PDF). United States Census Bureau. Процитовано 8 листопада 2014.
5. ↑  State & County QuickFacts. United States Census Bureau. Архів оригіналу за 6 серпня 2011. Процитовано 7 вересня 2013. [Архівовано 2011-08-06 у Wayback Machine.](англ.) Наведено за англійською вікіпедією.
6. ↑  American FactFinder. Бюро перепису населення США. Архів оригіналу за 26 лютого 2012. Процитовано 31 січня 2008. [Архівовано 2008-05-21 у Wayback Machine.]

| США | Це незавершена стаття з географії США. Ви можете допомогти проєкту, виправивши або дописавши її. |